# Porphyrinia olivescens
Porphyrinia olivescens är en fjärilsart som beskrevs av Emilio Berio 1961. Porphyrinia olivescens ingår i släktet Porphyrinia och familjen nattflyn. Inga underarter finns listade i Catalogue of Life.